# 中北大学朔州校区
中北大学朔州校区位于山西省朔州市，是中北大学的一个相对独立的校区。

## 历史沿革

### 太原电力高等专科学校朔州校区
- 2008年12月26日，山西省政府办公厅会议研究决定，由朔州市人民政府和太原电力高等专科学校合作筹建山西能源学院。
- 2009年3月开始，学校以太原电力高等专科学校朔州校区的名义，由朔州市人民政府正式筹建。
- 2010年，学校租用朔州师范高等专科学校校园建筑进行招生。10月11日首批学生入学报到。[2]
- 2011年7月，学校正式开工建设。

### 中北大学朔州电力学院
- 2012年5月，山西省省长办公会议研究决定，中北大学朔州电力学院由朔州市人民政府与中北大学合作筹建，项目名称由太原电力高等专科学校朔州校区更名为中北大学朔州电力学院。[3]
- 2012年10月，学校首次招生。

### 中北大学朔州校区
- 2013年7月，朔州市与中北大学签署共建协议，学校名称变更为“中北大学朔州校区”。[1]

## 院系设置
目前，学校设有能源与动力工程、电气工程及其自动化、环境工程、物联网工程、无机非金属材料工程、机械设计制造及其自动化、计算机科学与技术、化学工程与工艺、财务管理及市场营销等十个专业。